# Романюк, Пётр Леонтьевич
Пётр Леонтьевич Романюк (11 августа 1926 — 14 июня 2014) — советский и украинский журналист, редактор. Первый руководитель редакции телевидения в Черновицкой области. Стоял у истоков создания Черновицкого областного телевидения. Был первым редактором передачи Телевизионный дворец культуры «Сияние», которая вышла на телевизионные экраны 12 октября 1961. Председатель Черновицкого областного комитета по телевидению и радиовещанию (1971—1979).

## Биография
Пётр Романюк родился 11 августа 1926 в селе Оринин, ныне Каменец-Подольский район, Хмельницкая область, в многодетной крестьянской семье. В мае 1944 года добровольцем ушёл на фронт, воевал на 3-м Белорусском фронте. Был тяжело ранен, вернулся домой инвалидом. После окончания Великой Отечественной войны вернулся к гражданской жизни: был учителем сельской школы, работал в райкоме комсомола. В 1958 году окончил филологический факультет Черновицкого государственного университета, начал журналистскую деятельность. С февраля 1953 года Романюк работал ответственным (старшим) редактором общественно-политического вещания Черновицкого областного радио, первым руководителем редакции телевидения Буковины, заместителем председателя (1965—1971), председателем Черновицкого областного телерадиокомитета (1971—1979).
Пётр Романюк был инициатором и организатором становления телевидения на Буковине. Автор десятков сценариев популярной в области и за её пределами передачи Телевизионный дворец культуры «Сияние». Один из инициаторов создания на телевидении редакции передач на молдавском языке. Член Союза журналистов Украины (СЖУ). Пять лет возглавлял областную организацию СЖУ. В июне 1975 года избран депутатом Черновицкого городского совета, возглавлял постоянную депутатскую комиссию по вопросам культуры. В течение нескольких лет был членом тарификационной комиссии областного управления культуры по вопросам присвоения квалификационных категорий. С 1979 года работал в областной газете «Советская Буковина». До выхода на пенсию в 1982 году Романюк всё время совмещал свою работу с активной журналистской деятельностью.
Награждён 12 юбилейными медалями. За добросовестную работу удостоен многих благодарностей, почётных грамот областного, республиканского, союзного уровней. В ноябре 1974 года награждён высшей наградой Гостелерадио СССР — почётным званием «Отличник телевидения и радио».
Умер 14 июня 2014 года. Похоронен в Черновцах.